# (500651) 2012 VU14
(500651) 2012 VU14 es un asteroide perteneciente al cinturón de asteroides, región del sistema solar que se encuentra entre las órbitas de Marte y Júpiter, descubierto el 6 de octubre de 2012 por el equipo del Pan-STARRS desde el Observatorio de Haleakala, Hawái, Estados Unidos.

## Designación y nombre
Designado provisionalmente como 2012 VU14. 

## Características orbitales
2012 VU14 está situado a una distancia media del Sol de 3,160 ua, pudiendo alejarse hasta 3,649 ua y acercarse hasta 2,671 ua. Su excentricidad es 0,154 y la inclinación orbital 12,38 grados. Emplea 2052,25 días en completar una órbita alrededor del Sol.

## Características físicas
La magnitud absoluta de 2012 VU14 es 16,5. 